# Quercus morii
Espèce
Synonymes
- Cyclobalanopsis morii (Hayata) Schottky[1]

Quercus morii est une espèce de chênes du sous-genre Cyclobalanopsis. L'espèce est présente à Taïwan.